# Ioannis Kalitzakis
Ioannis "Giannis" Kalitzakis (grec: Γιάννης Καλιτζάκης) (10 de febrer de 1966) és un exfutbolista grec de la dècada de 1990.
Fou 71 cops internacional amb la selecció grega.
Pel que fa a clubs, defensà els colors de Panelefsiniakos F.C., Panathinaikos FC i AEK Atenes FC.

## Palmarès
Panathinaikos
- Lliga grega de futbol: 1990, 1991, 1995, 1996
- Copa grega de futbol: 1988, 1989, 1991, 1993, 1994, 1995
- Supercopa grega de futbol: 1988, 1993, 1994

AEK Atenes
- Copa grega de futbol: 2000